# Coleomethia
Coleomethia är ett släkte av skalbaggar. Coleomethia ingår i familjen långhorningar.
Kladogram enligt Catalogue of Life:
| Coleomethia | \| \| Coleomethia australis \| \| \| \| \| \| Coleomethia chemsaki \| \| \| \| \| \| Coleomethia crinicornis \| \| \| \| \| \| Coleomethia mexicana \| \| \| \| \| \| Coleomethia xanthocollis \| \| \| \| |
|             | \| \| Coleomethia australis \| \| \| \| \| \| Coleomethia chemsaki \| \| \| \| \| \| Coleomethia crinicornis \| \| \| \| \| \| Coleomethia mexicana \| \| \| \| \| \| Coleomethia xanthocollis \| \| \| \| |
|             | Coleomethia australis |
|             | |
|             | Coleomethia chemsaki |
|             | |
|             | Coleomethia crinicornis |
|             | |
|             | Coleomethia mexicana |
|             | |
|             | Coleomethia xanthocollis |
|             | |